# ويليام راسيل ويلكوكس
ويليام راسيل ويلكوكس (بالإنجليزية: William Russell Willcox)‏ هو محامي أمريكي، ولد في 11 أبريل 1863 في Smyrna, New York ‏ في الولايات المتحدة، وتوفي في 9 أبريل 1940 في باي شور في الولايات المتحدة.